# ديربي الميرسيسايد

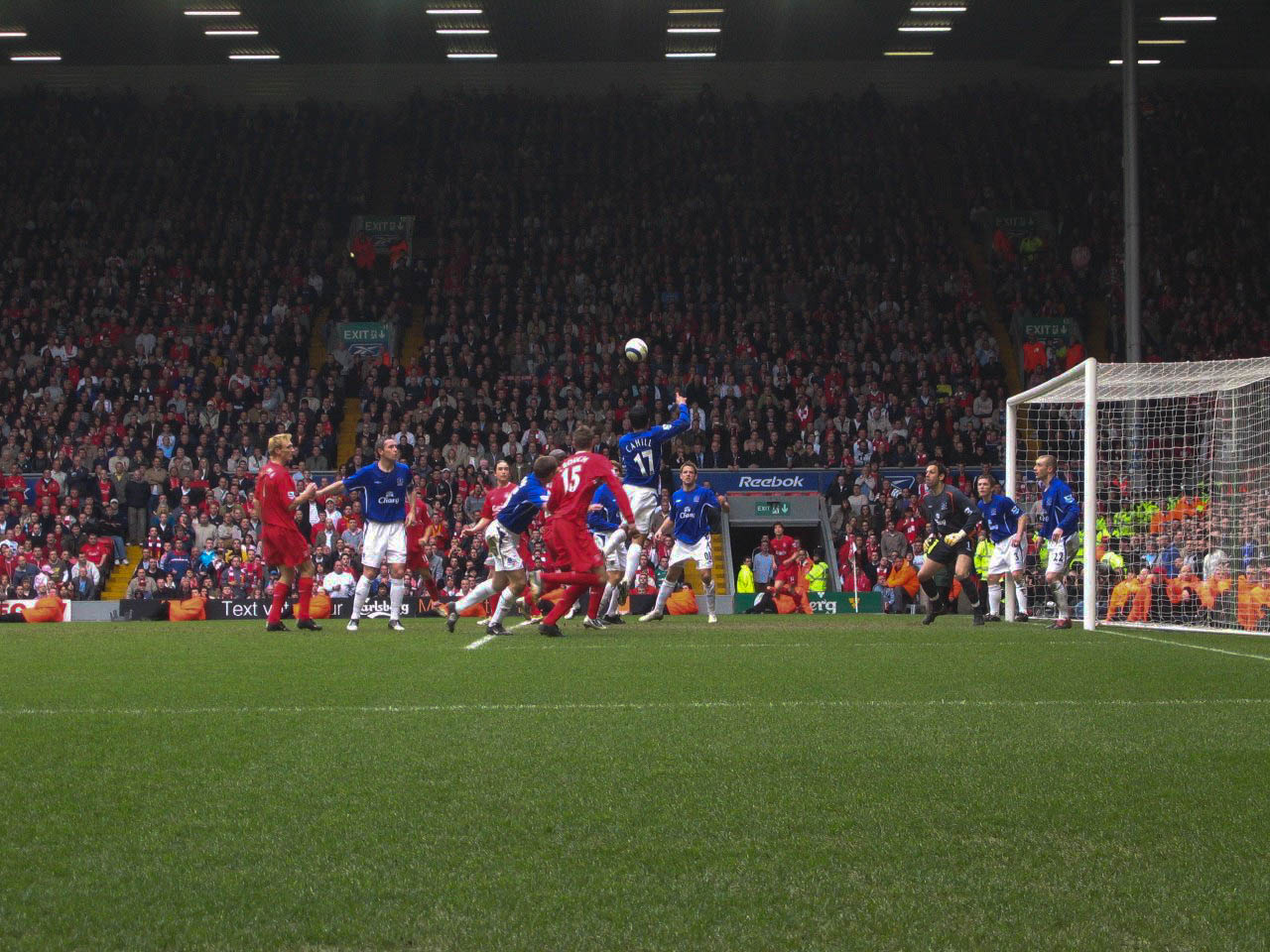
إحدى الدربيات في الأنفيلد

ديربي الميرسيسايد (بالإنجليزية: Merseyside derby) ويُعرف كذلك باسم ديربي ليفربول (بالإنجليزية: Liverpool derby) هو اسم يطلق على مباراة ديربي في كرة قدم بين فريقين الأكثر نجاحاً في مدينة ليفربول الواقعة غرب إنجلترا، وتحديداً بين نادي ليفربول ونادي إيفرتون. وهو أحد أشهر الديربيات الإنجليزية مع ديربي شمال لندن. يعتبر ديربي الميرسيسايد أقدم ديربي حالياً في الدوري الإنجليزي الممتاز، حيث يُلعب منذ عام 1962, ذاك العام الذي شهد تأهل نادي ليفربول لدوري الدرجة الأولى (حالياً الدوري الإنجليزي الممتاز). ترجع جذور المنافسة بين الفريقين إلى خلاف مسؤولي نادي إيفرتون في ذلك الوقت مع جون هولدنيج مالك ملعب أنفيلد، والذي قام برفع سعر الإيجار على نادي إيفرتون، فإضطر الفريق إلى مغادرة الملعب، والانتقال إلى غوديسون بارك ملعبه الحالي. أراد جون هولدنيج مالك ملعب أنفيلد الانتقام من نادي إيفرتون وقرر بعدها تأسيس نادي ليفربول لكرة القدم. فعلى عكس باقي المنافسات، لا يوجد خلاف سياسي أو جغرافي أو ديني بين نادي ليفربول ونادي إيفرتون
في بداية الأمر كانت العلاقة جماهير الفريقين قوية كثيرًا، فمباريات ديربي الميرسيسايد هي واحدة من الديربيات القليلة التي لا تحتوي على حاجز فاصل بين الجماهير، ولهذا أطاق عليه عليه «الديربي الودي». لكن منذ منتصف الثمانينات، وبعد مجيء بيل شانكلي زادت حدت التنافس داخل وخارج الملعب بسبب تصريحاته. ومنذ بداية البريميرليغ في 1992، كان عدد لاعبين الذين طُرِدوا في ديربي الميرسيسايد أكثر من أي ديربي آخر. وتم الإشارة إليه بـ«المباراة الأكثر سوء انضباط في البريميرليغ».

## الإحصائيات
- آخر تحديث 2 أبريل 2025. مصدر الإحصاءات Soccerbase

|                                | المواجهات | الفوز   | الفوز   | التعادل | الأهداف | الأهداف |
| ليفربول                        | المواجهات | إيفرتون | ليفربول | التعادل | إيفرتون |         |
| ------------------------------ | --------- | ------- | ------- | ------- | ------- | ------- |
| الدوري الإنجليزي الدرجة الأولى | 146       | 54      | 48      | 44      | 203     | 181     |
| الدوري الإنجليزي الممتاز       | 66        | 29      | 11      | 26      | 92      | 57      |
| كأس الاتحاد الإنجليزي          | 25        | 12      | 6       | 7       | 40      | 28      |
| كأس الرابطة المحترفة           | 4         | 2       | 1       | 1       | 2       | 1       |
| كأس الدرع الخيرية              | 3         | 1       | 1       | 1       | 2       | 2       |
| كأس سوبر دوري كرة القدم        | 2         | 2       | 0       | 0       | 7       | 2       |
| المجموع                        | 246       | 100     | 67      | 79      | 346     | 271     |